# City Without Baseball
Pour plus de détails, voir Fiche technique et Distribution.
City Without Baseball (無野之城, Mou ye chi sing) est un film hongkongais réalisé par Lawrence Ah Mon et Scud, sorti en 2008.

## Synopsis
Les joueurs de l'équipe de Hong Kong de baseball jouent leurs propres rôles dans le film. Le personnage principal est Ronnie et le film se focalise sur sa personnalité détachée et son amitié avec les autres membres de l'équipe. Le film interroge des thèmes comme la sexualité et la lutte contre les conventions avec des accents homoérotiques.

## Fiche technique
- Titre : City Without Baseball
- Titre original : 無野之城 (Mou ye chi sing)
- Réalisation : Lawrence Ah Mon et Scud
- Scénario : Scud
- Musique : Eugene Pao
- Photographie : Ying Zhang
- Montage : Kwok-Wing Leung
- Production : Scud
- Société de production : Artwalker
- Pays de production :  Hong Kong
- Genre : Drame
- Durée : 101 minutes
- Dates de sortie : 
  - Hong Kong : 19 juin 2008

## Distribution
- Ron Heung : Ron
- Leung Yu-chung : Chung
- John Tai : Coach Tai
- Jason Tsang : Jason
- Jose Au : Jose
- Yu Hong Lau : Hong
- Peter Mak : Peter
- Herman Chan : Wah
- Jackie Chow : Jackie
- Julian Chiu : Julian
- Kenneth Chiu : Kenneth
- Yuan Lin : Meizi
- Monie Tung : Kim
- Wei-Sha Yan : Ping
- Sean Au : M. Au
- Allan Mak : M. Mak
- David Wong : M. Wong
- Ryan Williams : Kevin
- Calina Chan : la mère de Ron
- Winky Wong : la sœur de Ron

## Distinctions
Le film a été nommé au Hong Kong Film Critics Society Award du meilleur film et a reçu le prix du mérite.